# ريجنالد شيبرد
ريجنالد شيبرد (بالإنجليزية: Reginald Shepherd)‏ هو شاعر أمريكي، ولد في 10 أبريل 1963 في نيويورك في الولايات المتحدة، وتوفي في 10 سبتمبر 2008.